# 한국 문화 속의 호랑이
호랑이는 한국 사람들과 한국 문화에서 매우 큰 영향을 끼친 동물이다. 호랑이는 한국의 건국 신화부터 여러 민담에서까지 폭넓게 등장하며 한국의 예술에서 빠지지 않고 등장하는 동물이자 많은 한국인들이 선호하는 동물이다. 1988년 하계 올림픽 마스코트인 호돌이 역시 호랑이 캐릭터이며, 2018년 동계 올림픽의 마스코트인 수호랑도 호랑이를 채택하였다.

## 역사

### 고조선 시대
한국 문화에서 가장 오래된 호랑이에 대한 이야기는 단군 신화이다. 그러나, 단군 신화에서의 호랑이는 숭배의 대상보다는 곰에게 패배하는 경쟁자의 모습이 두드러진다. 신화에 따르면, 곰과 호랑이가 인간이 되기를 원했지만 동굴에서 100일 동안 쑥과 마늘만 먹으라는 명령을 들어야 했었고, 호랑이는 명령을 수행하지 못하고 동굴을 탈출했지만 곰은 명령을 끝까지 수행하는 데 성공하여 여성으로 변하고 환웅과 결혼하게 되었다.
한국 고조선 시대에서의 단군 신화는 건국 과정을 신화적으로 기록한 문헌이기 때문에 다른 해석도 필요한데, 토테미즘 신앙이 형성되어 동물인 호랑이와 곰을 숭배하던 부족이 존재했으나 청동기와 같이 보다 진보된 기술을 가진 또 다른 부족에게 통합되는 것을 담았다는 해석이 있다. 따라서 고조선 시대에도 호랑이를 일종의 영물로 생각하는 신앙이 있었다고 볼 수 있다.

### 조선 시대

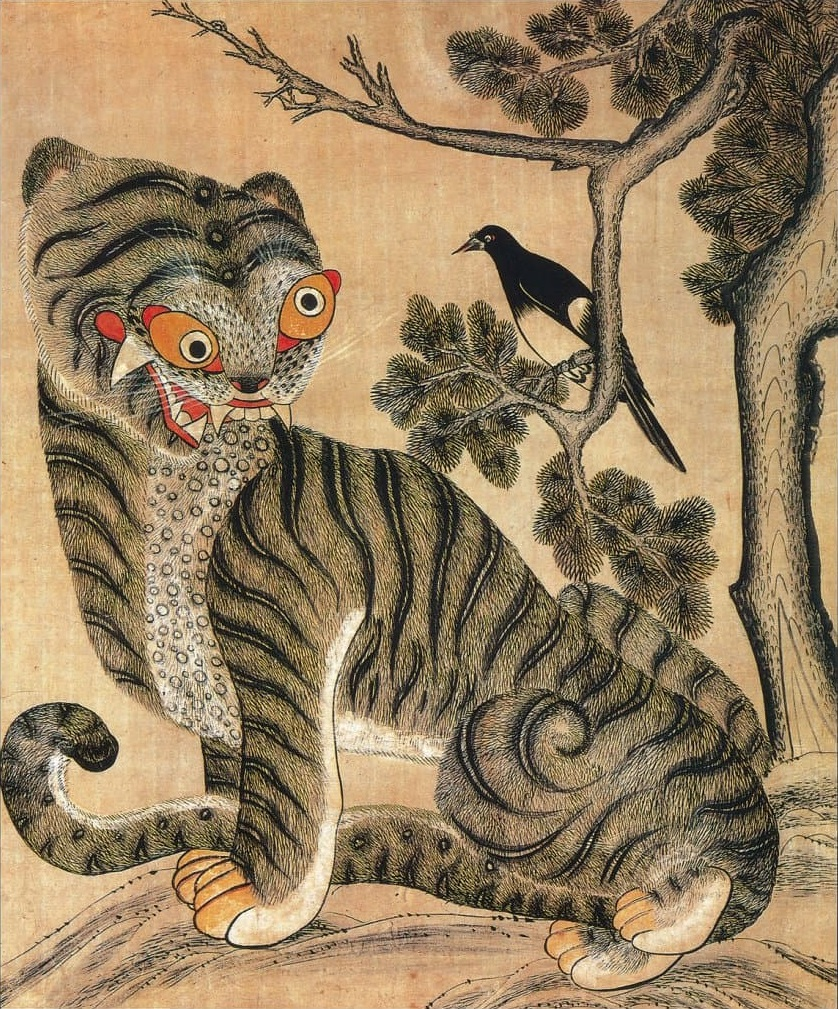
까치호랑이와 관련된 민화. 까치와 호랑이가 함께 등장하는 구도는 한국의 민화에서 자주 등장한다.

조선 시대의 호랑이는 가장 친숙한 동물 중 하나이자 가장 무서운 동물이기도 하였다. 한국어 관용어 중에는 "호랑이가 담배 피우던 시절"이라는 표현이 있는데, 이는 동화의 도입부를 장식하는 "옛날 옛적에" 라는 표현임과 동시에 "까마득히 옛날"이라는 뜻을 나타낸다. 호랑이는 한국 민속 전집에 수록된 천개가 넘는 우화에 등장한다.
조선왕조실록에는 호랑이에 대한 635개의 기록이 존재한다. 신화에서 시작된 호랑이 이야기는 이상에서도 찾아볼 수 있게 되었다. 예를 들어, 19세기의 그림인 〈산신도〉 에서는 여러 동물들이 호랑이에게 기대거나 등에 올라타며, 호랑이가 마치 산의 수호신이나 왕과 같이 묘사된다.
〈까치호랑이〉형태의 민화는 조선 시대 민화의 대표적인 작품들 중 하나이다. 까치호랑이 그림은 까치와 호랑이(또는 표범)가 같이 있는 모습을 묘사하고 있다. 이 그림에서는 호랑이가 우스꽝스럽고 어리석은 모습을 하고 있는데. 여기서 바보처럼 그려진 호랑이는 양반과 권력을 가진, 폭정을 일삼는 기득권층을 나타내고, 위엄있게 서 있는 까치는 민중을 나타낸다고 해석한다. 따라서 까치호랑이라는 그림은 조선 시대 봉건 사회의 위계적 구조를 풍자한 그림이다.
호랑이는 한국 문화에서 마치 왕과 같은 모습으로 자주 등장한다. 이는 '산군'(山君)이라는 단어에서 나타나듯, 마치 산의 왕이라고 취급되었으며, 호랑이를 잡아온 사냥꾼들에게 왕의 명령으로 포상을 내리는 동시에 역모를 저질렀다고 하며 태형을 내리지만 아프지 않게 몇 대씩만 때리는 풍습이 있었다.
조선에서는 전통적으로 호랑이를 영물로 생각하고 있었다. 조선의 호랑이 피해는 심각했기 때문에, 착호갑사와 착호인이라는 직업이 존재했다. 조선에서는 가장 무서운 재난 중 하나로 호환을 꼽았다. 그럼에도 이러한 인식에 힘입어 한국 전통 신앙에는 인검이라는 검이 존재하는데, 그 중 간지의 인(寅)이 네 번 들어가는 사인검은 인년 인월 인일 인시에 작업이 완료된 호랑이의 기운이 들어간 검을 뜻한다. 가장 양기가 충만한 때 만들어졌기 때문에, 재난이나 귀신의 악함을 물리칠 수 있는 가장 신성한 검과 같다. 이때문에 주로 조선 왕실에서 주술적 목적으로 사용되었다.

### 일제 강점기

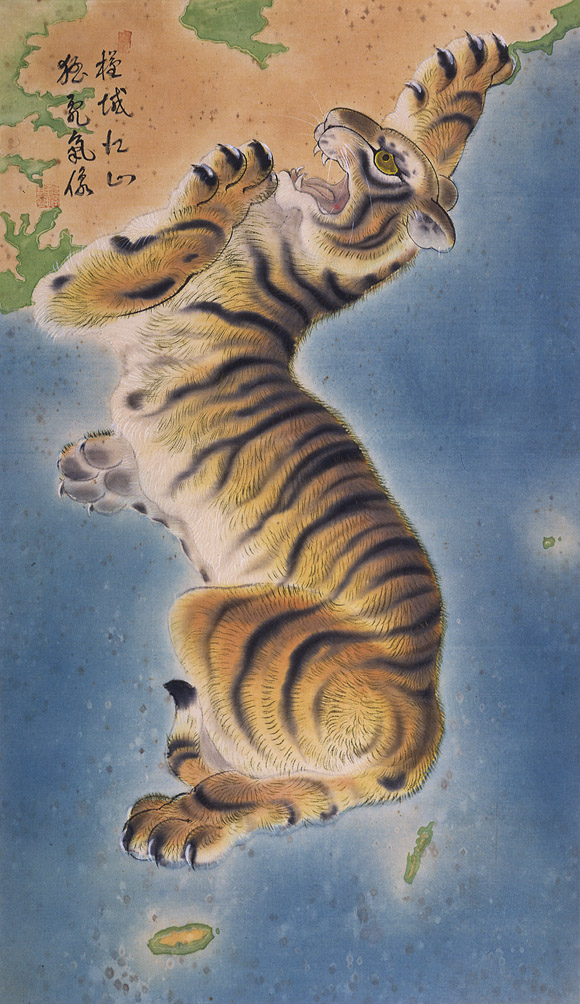
최남선이 그린 근역강산맹호기상도.

일제강점기에 들어서 호랑이는 한국의 상징으로 많이 취급되었다. 최남선의 근역강산맹호기상도에 따르면 한반도를 호랑이로 표현한 그림들이 나타나기 시작했으며, 당시 제국주의 열강들이 각 나라를 동물로 표현하기 시작하며 한국을 상징하는 동물이 '일본에게 꽁무니를 빼며 도망가는 토끼'라고 하는 것에 대해 반발하여 중국을 향해 포효하는 호랑이의 모습으로 많이 그려졌다. 이 정서는 현대까지 이어져와 한국의 여러 상징물의 유래를 설명할 때나 여러 만평에서 한국을 호랑이로 표현하는 작품들이 등장하곤 한다.

### 현대
호랑이라는 동물은 가난했던 국가의 매우 빠른 경제 성장을 나타내는 동물이기도 하다. 한국의 별명 중 하나로 '아시아의 네 마리 용'이라는 별명이 있는데, 서구권에서는 이 별명을 '아시아의 네 마리 호랑이'라고 지칭한다. 또한 한국에서는 '아시아의 호랑이'라는 별명의 근거로 한강의 기적을 제시한다.
오늘날 호랑이는 한국에서 가장 사랑받는 동물 중 하나이며, 한국의 여러 상징물에서 호랑이가 발견된다. 대한민국 축구 국가대표팀의 엠블럼에도 호랑이가 새겨져 있으며 마스코트의 경우는 더욱 많이 발견된다.
마스코트의 경우에도 호랑이가 자주 채택된다. 한국에서 개최된 두 올림픽에서 모두 호랑이 캐릭터가 채택되었다. 1988년 하계 올림픽에서는 호돌이가, 2018년 동계 올림픽에서는 수호랑이 호랑이가 모티브인 마스코트이다. 대한민국 육군의 마스코트 역시 호랑이 형태를 한 수인 캐릭터 '호국이'이다. 2009년엔 서울특별시 마스코트로 왕범이가 만들어졌으며 대한민국 병무청의 2021년 새 마스코트 힘찬이 역시 호랑이를 모티브로 하였다.
또한, 팀 유니폼에서도 호랑이를 나타낸 요소가 보이는데 대한민국 축구 국가대표팀의 2020년 이후 유니폼은 원정 백호를 형상화한 유니폼을 입는다.
호랑이를 소재로 한 작품들은 현대에도 한국인들이 가장 좋아하는 소재이기도 하다. 이날치의 〈범 내려온다〉는 수궁가을 소재로 하여 뉴 웨이브 장르로 작곡한 판소리 음악이며, 한국에서 전국적으로 인기를 얻었다.
한국의 웹툰 시장이 성장함에 따라 호랑이를 소재로 한 웹툰도 여럿 나오기도 했다. 대표적으로 호랑이형님(2013), 범이올시다!(2019), 호랑이 들어와요(2020), 호랑신랑뎐(2022)등의 웹툰이 있다. 2022년 1월에는 호랑이 사냥꾼을 소재로 방탄소년단이 등장하는 웹툰과 웹소설이 발매되었다.
그 외 한국의 광고에서도 종종 호랑이가 등장하기도 한다. 현대 모비스의 광고와 삼성 갤럭시 옥외광고에서도 호랑이가 사용되었다. 또한 '한국의 맛' 과 같이 한국의 고유한 문화 등을 해외에 홍보할 때 호랑이를 사용하는 경우도 잦다. 농심 역시 미국 지부에서 홍보를 할 때 한국적인 인상을 남기기 위해 호랑이를 사용하였다.

## 한국 민담 속에서의 호랑이
호랑이의 여러 민담 속 모습은, 무시무시한 힘을 지니고 있으나 바보같기도 하며 영특한 동물(특히 토끼나 다람쥐와 같은 작은 동물)이나 똑똑한 아이들, 혹은 지혜로운 사람들에게 역으로 당하는 모습으로 등장한다. 혹은, 부패를 저지르는 정치인들을 향한 일종의 천벌로서 등장하는 경우도 있다.
밤중에 아이가 한참을 울다가 부모가 곶감을 주겠다고 하자 울음을 그쳤는데, 단순히 맛있는 간식인 곶감을 좋아하기 때문에 울음을 그친 것이지만 호랑이는 곶감이 자신보다 무서운 존재라고 생각하여 도망을 가는 민담이 존재하며, 지나가던 선비가 구덩이에 떨어진 호랑이를 구했더니 잡아먹겠다고 협박하였고 선비는 자신이 무슨 잘못이 있는지에 대해 재판을 열게 되는데, 여러 자연물들이 인간은 자연을 이용함에도 감사함을 모른다며 지나가던 선비를 잡아먹으라고 호랑이의 편을 들지만, 지나가던 토끼가 어떻게 일이 일어나게 되었는지 알려 달라고 하며 호랑이를 다시 구덩이에 집어넣은 후 선비와 함께 도망가는 이야기에서도 호랑이가 바보같은 모습으로 등장한다.
더불어 호랑이는 바보같은 모습으로 여러 사람들에게 교훈을 주는 존재로 그려지기도 한다. 한 나무꾼이 나무를 하다가 호랑이를 만났는데, 나무꾼이 무릎을 꿇고 울며 호랑이에게 반갑다고 말하며 그 호랑이의 전생이 나무꾼의 죽은 형이라고 속여서 나무꾼의 아픈 어머니도 형을 기다린다고 하며 호랑이로부터 고기를 받아 먹었다는 이야기 역시 한국에서 매우 유명한 민담이다. 이는 조선 시대 당시 가장 중요하게 여겨졌던 사상 중 하나인 효를 지키자는 교훈을 호랑이에 빗댈 정도로 호랑이가 친숙한 동물이었다는 것을 반증하며 산짐승조차 효를 중시한다는 내용으로 효를 지키지 않으려는 사람들을 풍자하는 민담이라고 전해진다.
반면 호랑이는 마치 한 마리의 괴물처럼 묘사되기도 한다. 소금장수와 기름장수는 각각 다른 지방에서 살고 있었는데, 엄청나게 거대한 호랑이가 서울에서 나타나 기름 장수를 삼켰고, 먼 거리를 뛰어가서 경상도에서 소금장수를 삼켰다. 거대한 호랑이는 잠에 빠졌고, 소금장수와 기름장수는 호랑이의 배 속에서 탈출하기 위해 기지를 발휘하였는데 호랑이의 고기를 뜯어 구워 먹자고 하여 기름장수가 불을 붙이고 소금장수가 호랑이의 몸 안에서 소금을 뿌렸다. 호랑이는 매우 고통스러워하며 내장에 불이 붙어 죽게 되었고, 소금장수와 기름장수는 호랑이의 배를 갈라 탈출 하였으나, 그들이 있던 곳은 또 다른 지방인 전라도였다는 이야기가 존재한다.

## 한국 문학 속에서의 호랑이
박지원이 집필한 호질이라는 소설에서도 말하는 호랑이가 등장하는데, 선비 정신을 실천하지 않으면서 자신을 선비라고 자칭하는 사람과 관직에 올라가 거들먹거리기만 하는 부패한 양반들을 호랑이가 꾸짖으며 비판하는 소설이다. 여기서 호랑이는 공포의 대상으로 등장하며 타락한 양반인 북곽 선생은 퇴비통에서 뒹굴기까지 하며 빌고있는 모습으로 등장한다. 선비는 죽음을 무릅쓰고 잘못된 일을 저지르는 왕에게 항소해야 하는 존재이지만 왕을 뜻하는 호랑이 앞에서는 정작 살려달라고 하면서 용서를 구하는 모습으로, 호질은 일종의 풍자 소설에 해당한다.

## 한국 신앙 속에서의 호랑이
한국 전통 신앙에서 호랑이에게 물려죽거나 잡아먹힌 사람은 창귀라는 존재가 되어 자신을 잡아먹은 호랑이의 시종이 된다. 창귀는 호랑이의 길 안내를 도우며 호랑이를 섬긴다. 그 호랑이가 다른 사람을 잡아먹을 때까지 끝없이 호랑이에게 붙어 있어야 하는데, 이 때문에 다른 사람을 자신이 예속된 호랑이에게 잡아먹히게 하기 위해 온갖 수작을 부리며 그것이 가족이라 하더라도 예외가 되지는 않는다. 그래서 본래 호랑이에게 죽임을 당한 사람이 가계도에 있다면 그 가족과는 사돈을 맺지 않는다.
호랑이에게 잡아먹힌 시신이 발견되면 사람들은 호환을 제외한 다른 사망 원인의 경우와 다른 방식으로 장례식을 한다. 시체가 있는 그 자리에서 화장을 하며 그 위에 돌무덤을 만들고, 해당 돌무덤은 금역이 되어 호환으로 죽은 사람과 완전히 인연을 끊어야 한다.
무속신앙에서는 호환을 당해 죽은 사람을 달래기 위한 굿이 존재하는데 이를 '범굿'이라고 한다. 이는 또 다른 호환을 예방하기 위한 목적으로 진행되는 굿이다. 범굿은 호환을 당한 사례가 있는 마을에서는 반드시 행해져야 했다.

## 한국어에서 호랑이에 관련된 표현
한국 문화의 한 부분을 이루는 한국어에서도 호랑이와 관련된 표현이 다수 존재한다. 호랑이는 '범'이라고도 불리기도 한다.
- 범에 날개: 가뜩이나 좋지 않은 상황에 더욱 안 좋은 상황이 겹쳐졌다는 뜻이다.
- 범은 죽으면 가죽을 남기고 사람은 죽으면 이름을 남긴다: 살면서 좋은 일을 해야 이름을 떨칠 수 있다는 것을 이르는 말이다.
- 하룻강아지 범 무서운 줄 모른다: 자신의 주제를 모르고 강한 상대에게 덤비는 사람에게 사용한다.
- 호랑이 담배 피우던 시절: "옛날 옛적에"와 같은 표현이다. 동화의 도입부를 장식하며 "아주 먼 옛날"을 뜻하는 관용어이기도 하다.
- 호랑이 없는 곳에는 여우(토끼)가 왕 노릇을 한다: 한 곳에서 뛰어난 사람이 없다면 그곳엔 별 볼 일 없는 사람이 득세하게 된다는 뜻이다.
- 호랑이를 잡으려면 호랑이 굴로 가라: 어떠한 성취를 이루려면 그에 맞는 값을 치러야 한다는 말이다.
- 호랑이에게 물려가도 정신만 차리면 산다: 호랑이를 큰 재해와 같은 위기 상황으로 표현한 말로, 위험한 상황이더라도 기지를 발휘하면 만회할 수 있다는 뜻이다.
- 호랑이도 제 말하면 온다: 한 대상에 대한 이야기를 하다가 그 대상이 그 자리에 마침 나타날 때 비유하듯이 말하는 말이다.

## 호랑이와 관련된 한국의 작품 목록
다음은 호랑이와 관련된 한국의 작품들을 나열한 목록이다.
| 작품명          | 종류        | 제작자 | 년도       | 비고                             |
| --------------- | ----------- | ------ | ---------- | -------------------------------- |
| 호질            | 소설        | 박지원 | 1780년     |                                  |
| 나와 호랑이님   | 라이트 노벨 | 카넬   | 2010년     | '호랑풍류가' 악곡 발매           |
| 호랑풍류가      | 음악        | 상록수 | 2016년 9월 | 2017년 '호랑수월가'로 리메이크됨 |
| 대호            | 영화        | 박훈정 | 2014년     |                                  |
| 호랑이형님      | 웹툰        | 이상규 | 2015년     |                                  |
| 호곡            | 웹툰        | 감대   | 2018년     |                                  |
| 범 내려온다     | 음악        | 이날치 | 2019년     |                                  |
| 범이올시다!     | 웹툰        |        | 2019년     |                                  |
| 호랑이 들어와요 | 웹툰        |        | 2020년     |                                  |
| 호랑신랑뎐      | 웹툰        |        | 2022년     |                                  |
| 7FATES: CHAKHO  | 웹툰        | HYBE   | 2022년     | 동명의 웹소설 존재               |
| 7FATES: CHAKHO  | 소설        | HYBE   | 2022년     | 동명의 웹툰 존재                 |

## 화랑
조선시대 후기까지 민간에서 그려진 호랑이 그림은 호랑이와 표범의 특징을 섞어 그린 것들이 많다.

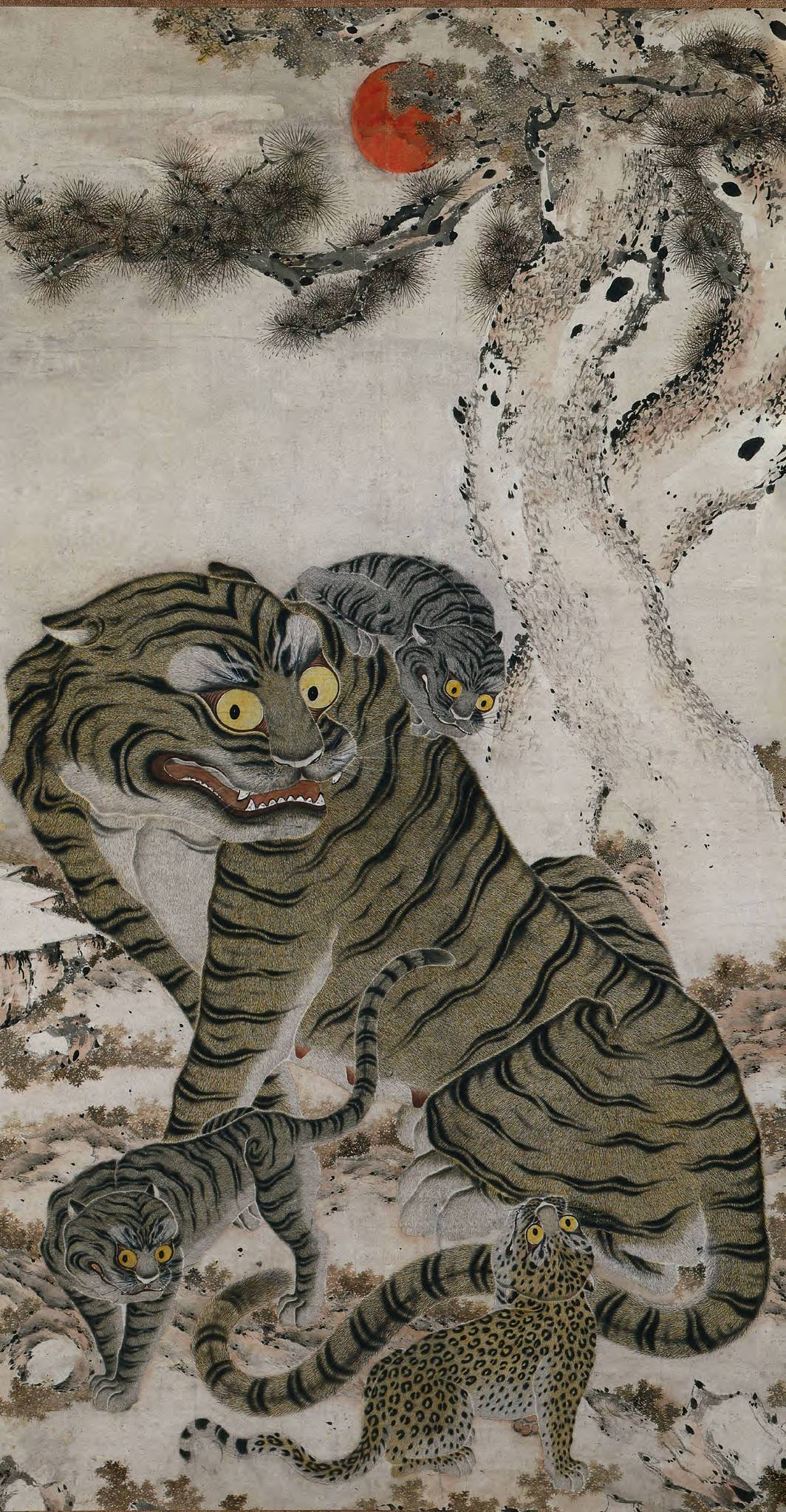
호랑이 가족을 묘사한 조선의 그림, 미상, 18세기 말 경 표범이 호랑이 새끼로 묘사되어 있다.
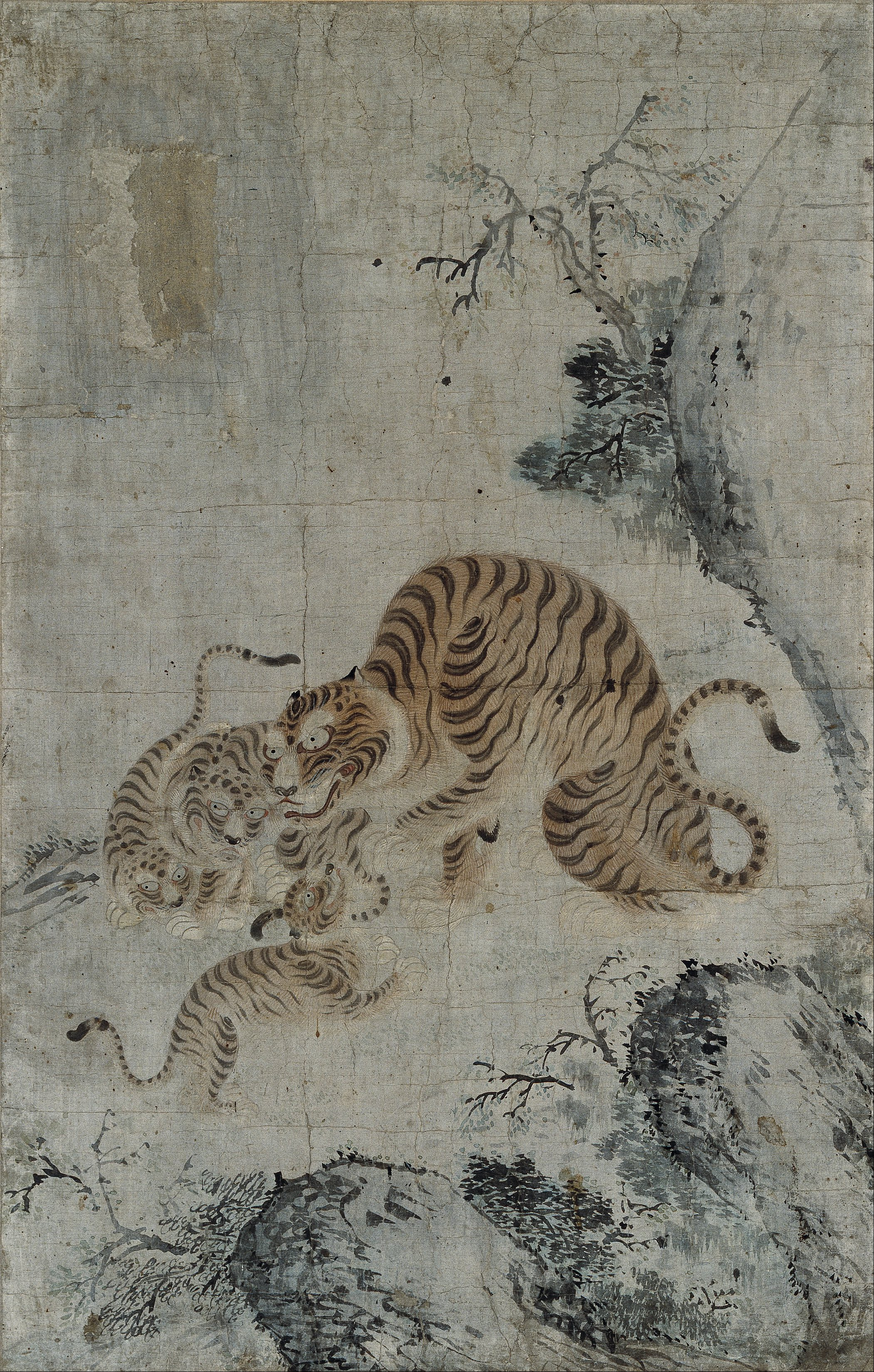
호랑이 가족을 묘사한 조선의 그림, 미상
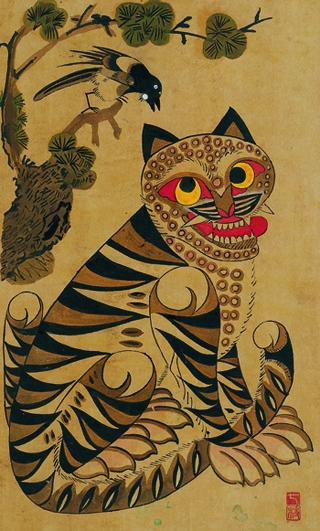
까치호랑이 민화
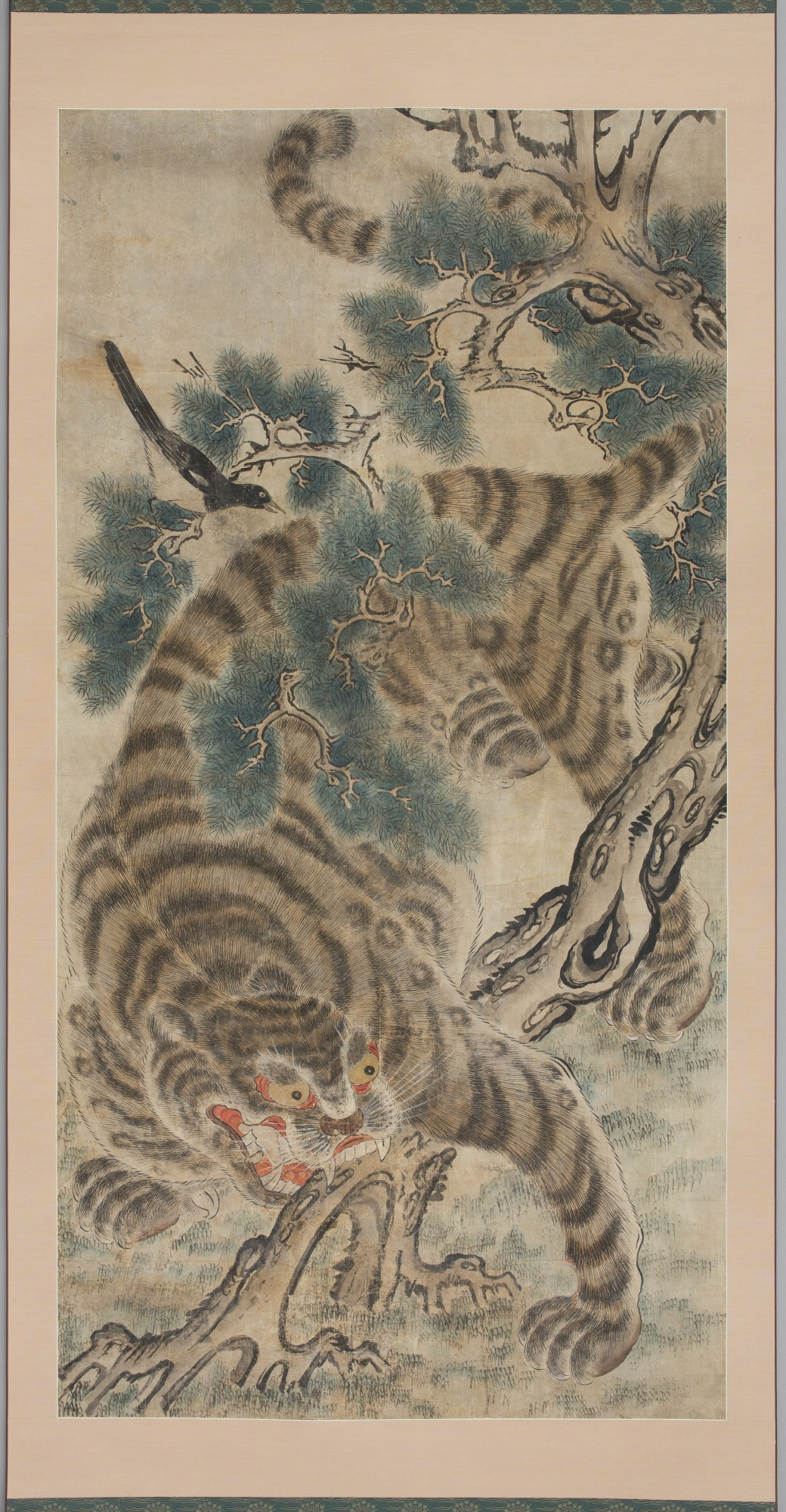
미상의 작가가 그린 까치호랑이 민화
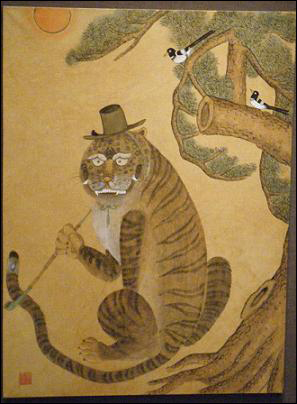
담배를 피우는 호랑이를 묘사한 조선의 민화
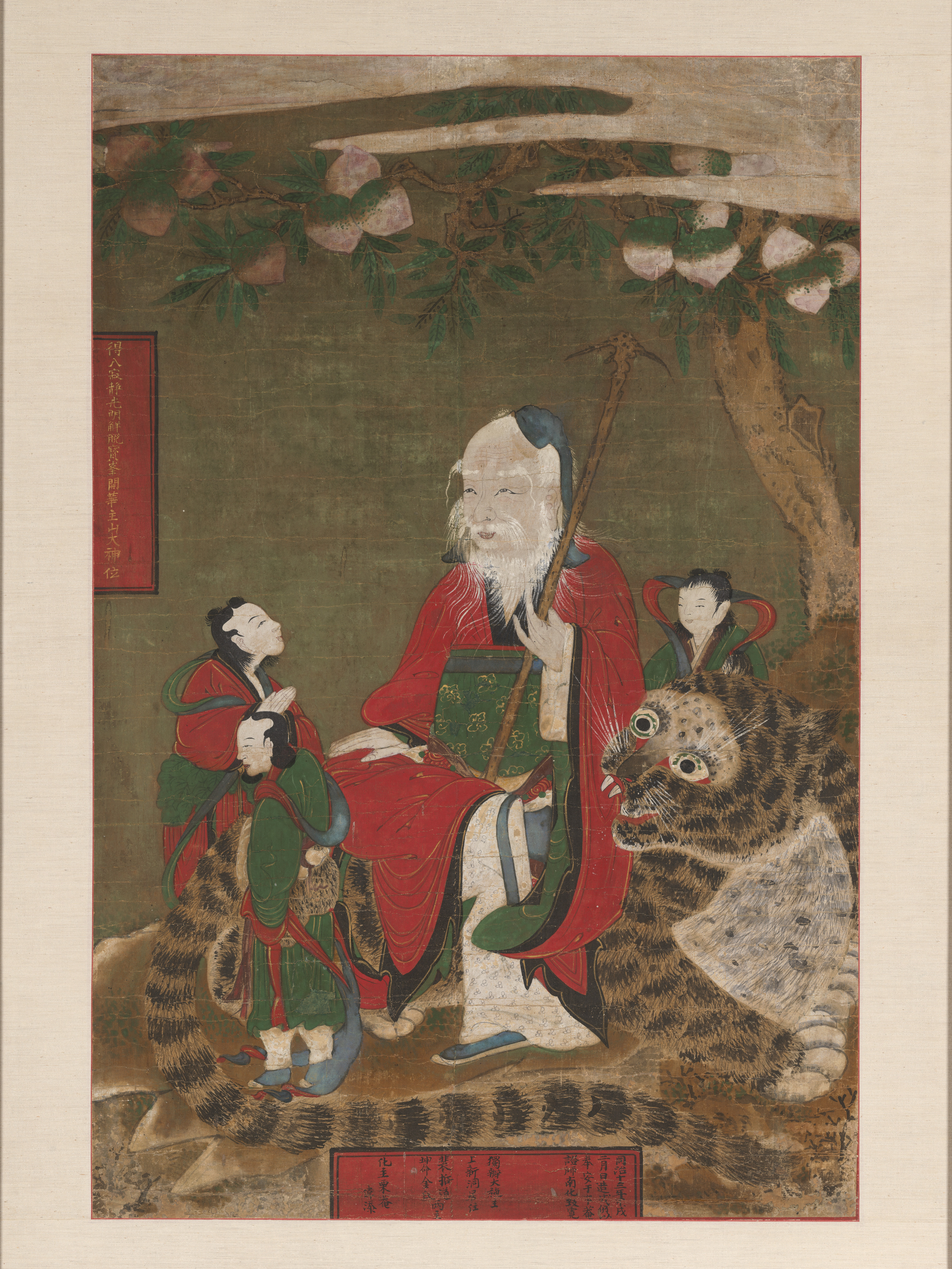
호랑이 위에 앉은 산신 그림 표범과 호랑이의 특징이 섞여 있다.
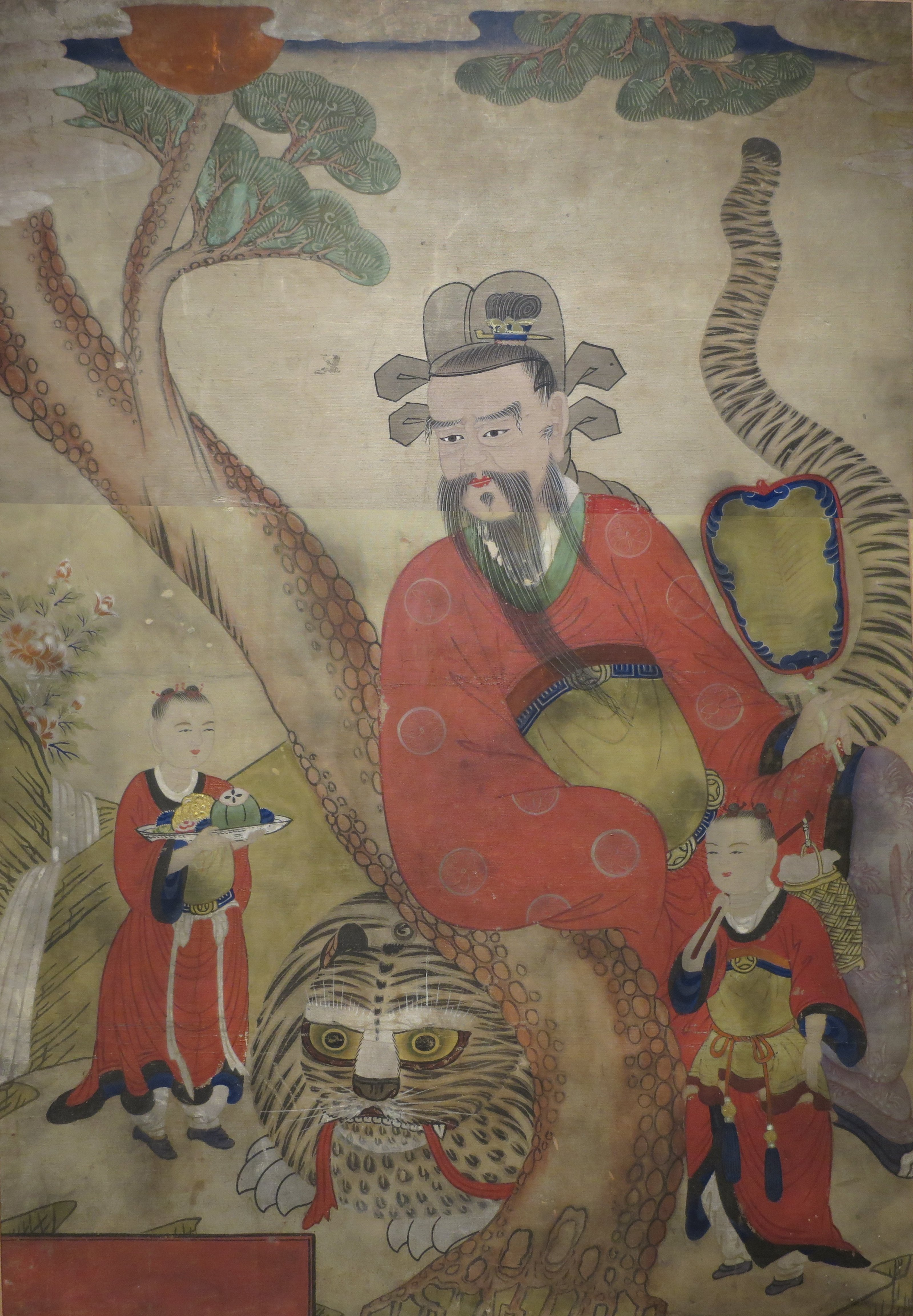
호랑이 위에 앉은 산신 (미상, 19세기) 표범과 호랑이의 특징이 섞여 있다.
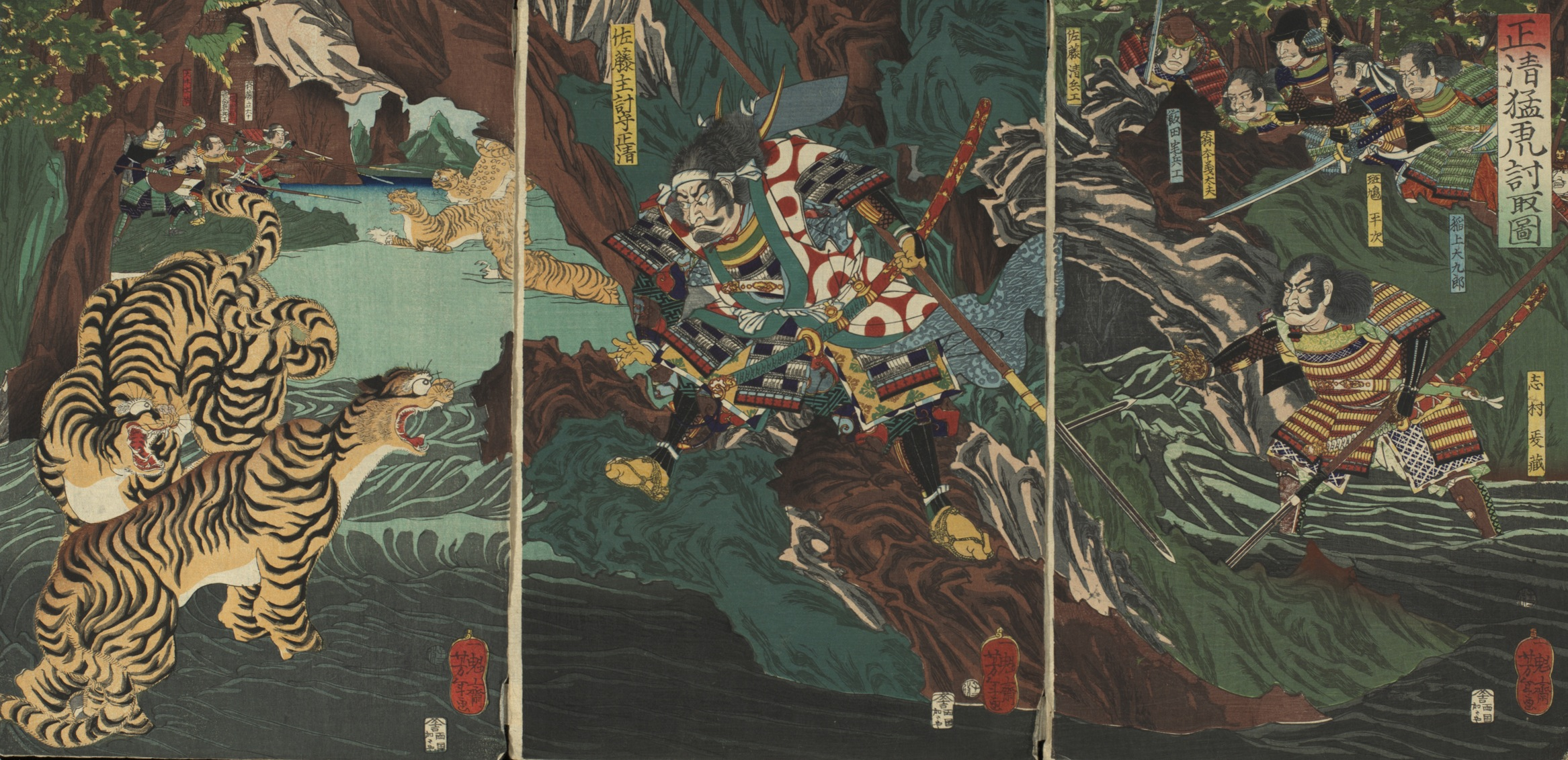
일본의 가토 키요마사가 그린 "임진왜란 중 조선에서의 호랑이 사냥". 조선의 호랑이는 일본에서도 유명했다. (19세기)
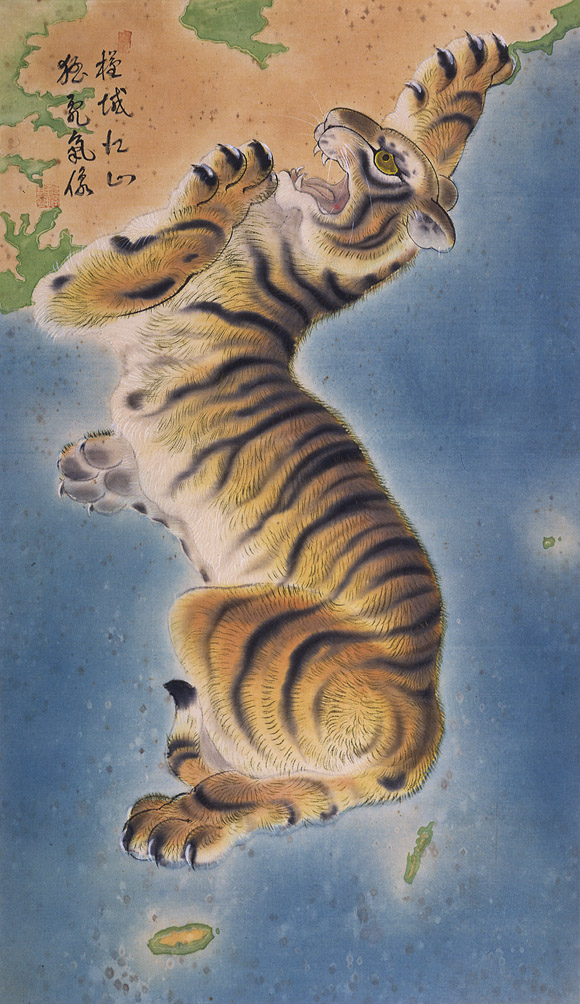
최남선이 제작한 《근역강산맹호기상도》 (1920년대)
1949년부터 2019년까지 대한민국 이북5도위원회에서 사용한 평안북도의 도기
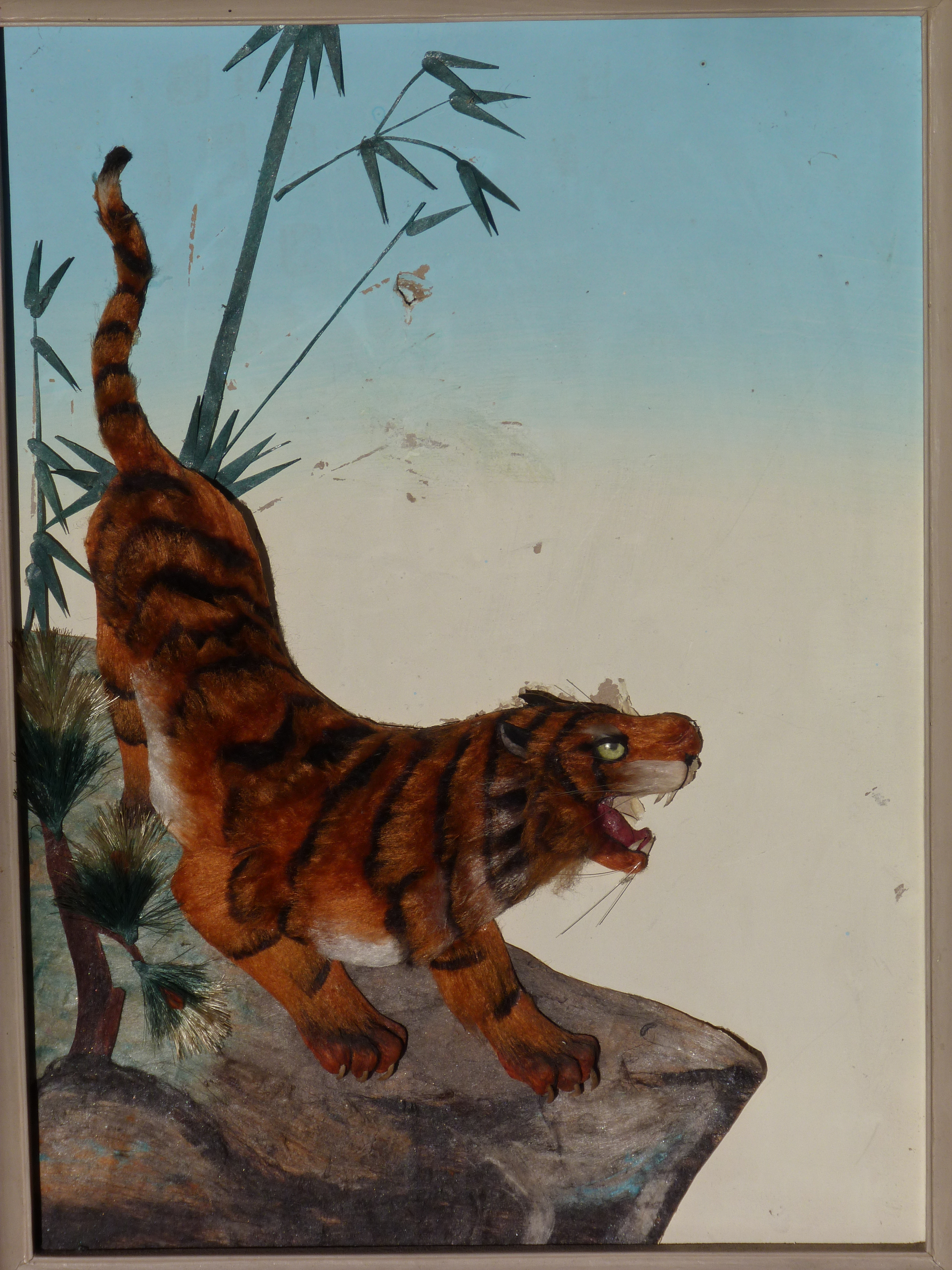
1988년 조선민주주의인민공화국에서 발행한 호랑이 그림
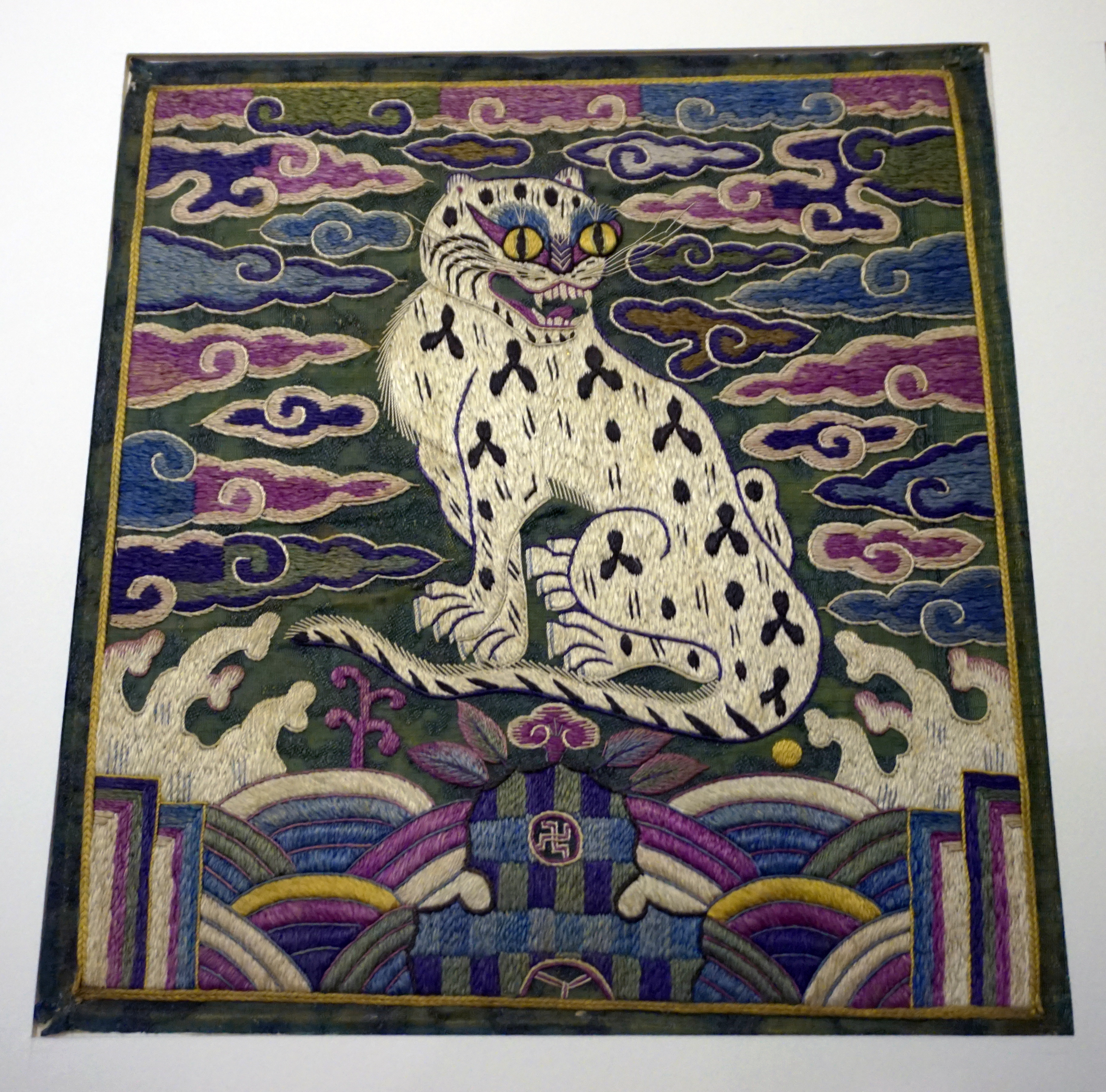
북한 지역 호랑이 예술품. 국립중앙박물관 소장.
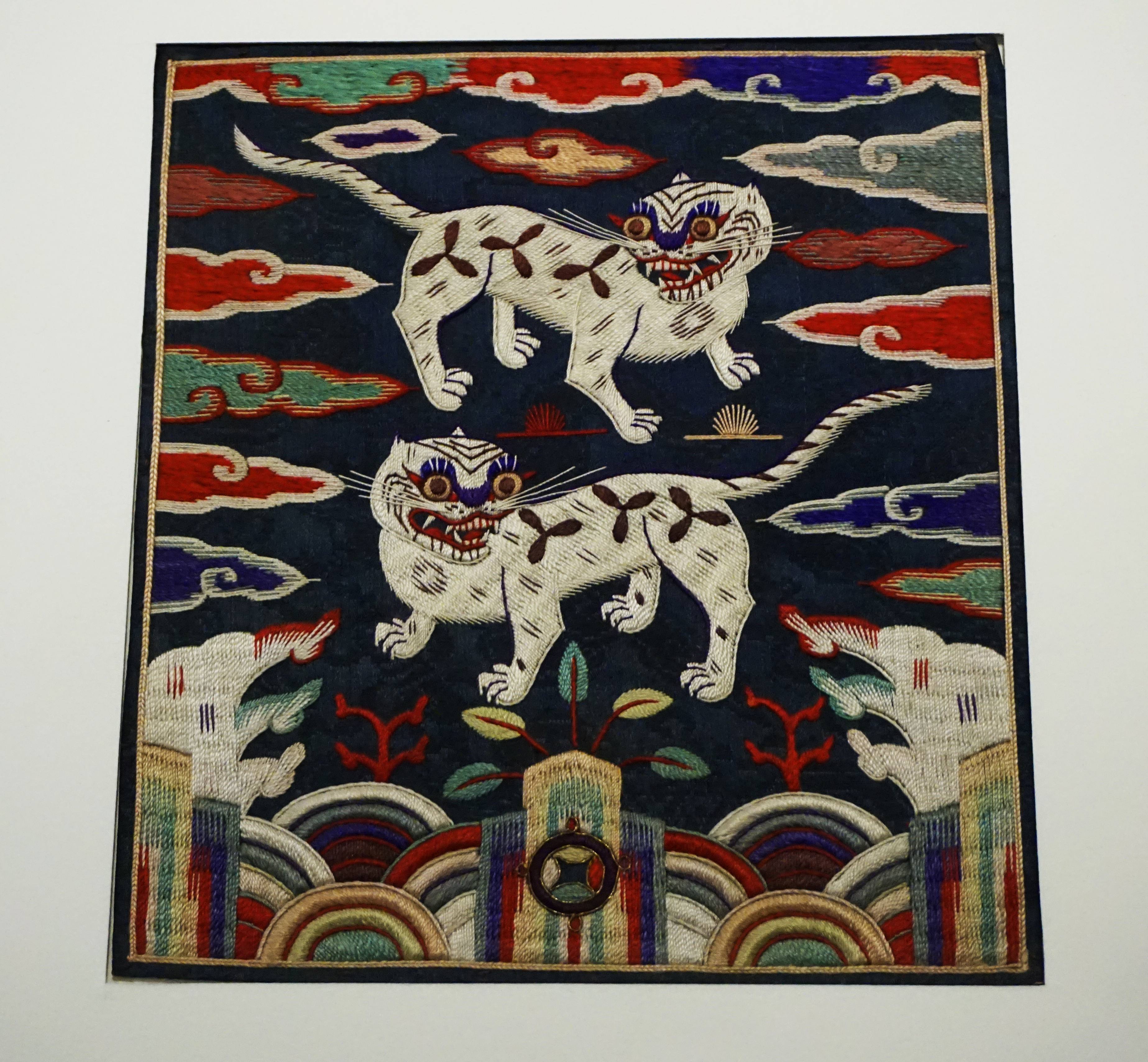
북한 지역 호랑이 예술품. 국립중앙박물관 소장.
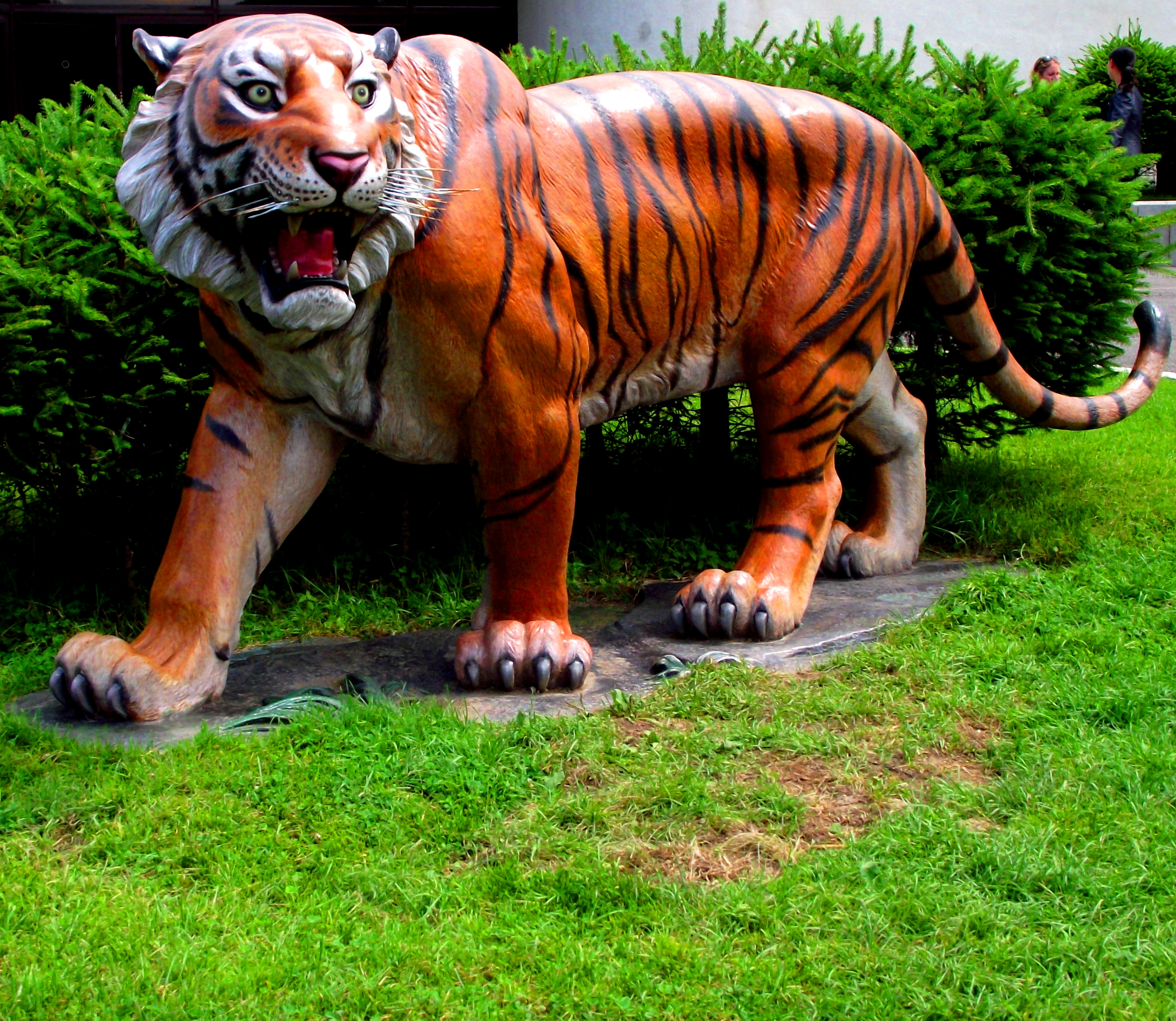
백두산 호랑이를 상징하는 조각상.
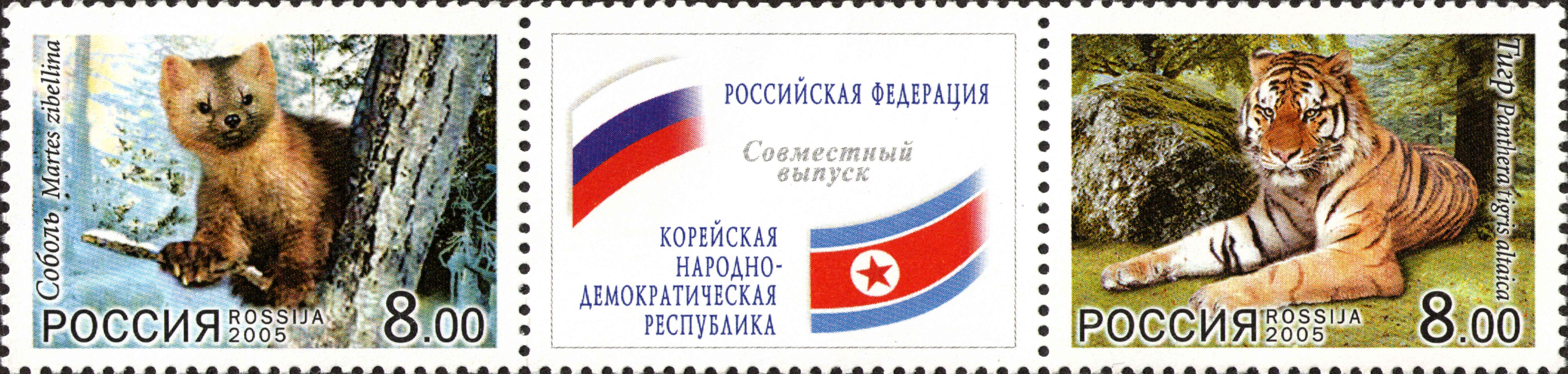
러시아와 조선민주주의인민공화국의 수교 기념으로 발행된 우표. (2005년)
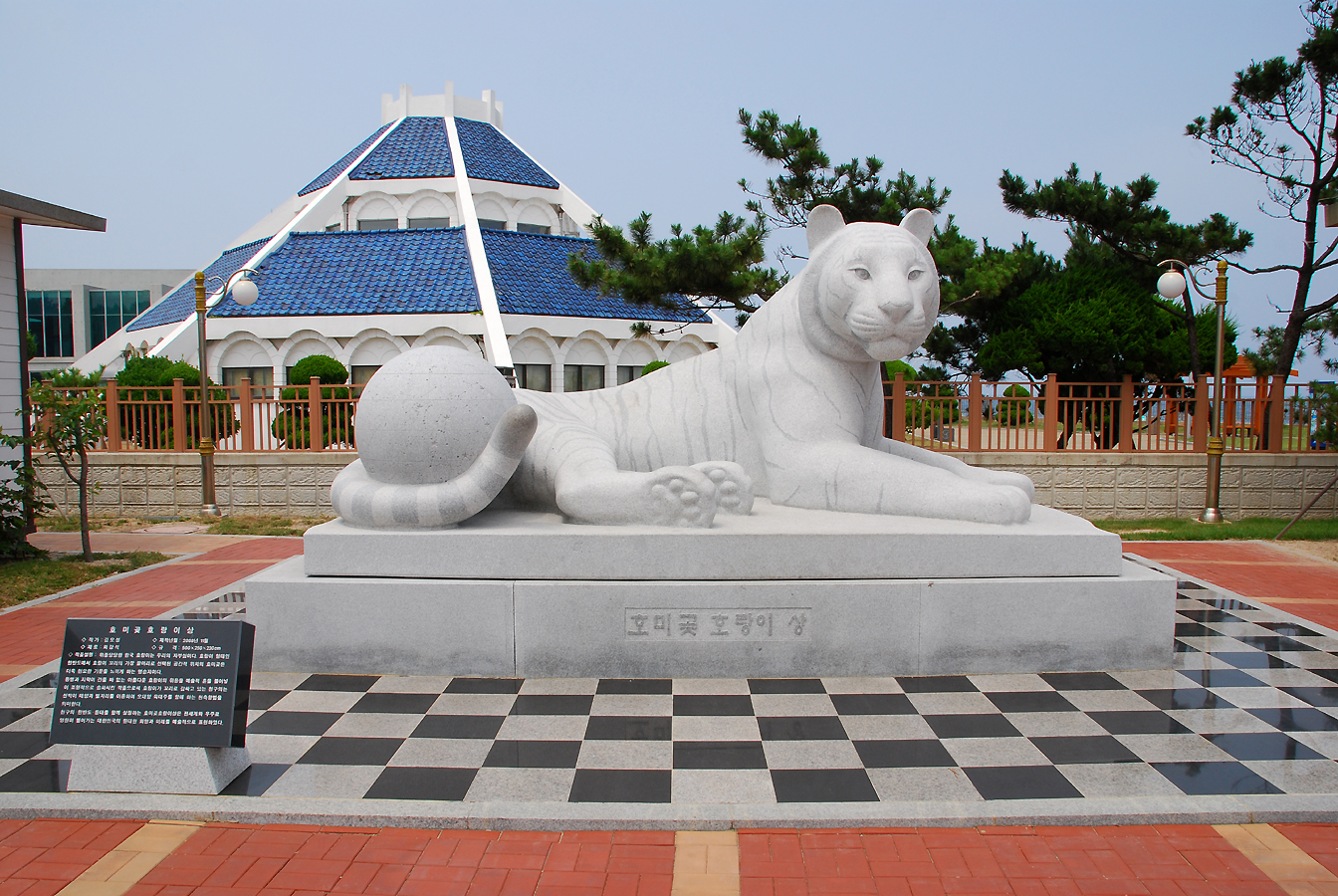
호미곶 등대의 호랑이 동상 (2010년)